# Lac Treska
Le lac Treska (macédonien : Езеро Треска) est un petit lac artificiel du nord de la Macédoine du Nord. 

## Présentation
Il est situé à l'extrémité occidentale de l'agglomération de Skopje, dans la municipalité de Saraï. Il a été creusé en 1978 pour servir de lac de baignade et il est entouré par des plages et un village de loisirs. Autrefois très populaire en été, il a été victime de la pollution de l'eau et la baignade a été interdite en 1998. 
En 2012, la construction d'une station d'épuration, qui concernera notamment le village voisin de Gloumovo, permettra d'arrêter la pollution des eaux du lac, et donc son assainissement puis sa réouverture.
Le lac de Matka, qui couvre environ 5 000 hectares, se trouve au fond du canyon éponyme, et il est alimenté par la rivière Treska. 